# Betty Grable
Elizabeth Ruth Grable (ur. 18 grudnia 1916 w Saint Louis, zm. 2 lipca 1973 w Santa Monica) – amerykańska aktorka, tancerka i piosenkarka.

## Życiorys
W wieku 3 lat została zapisana do szkoły tańca Clark's Dancing School. Betty Grable uczyła się tam baletu i stepowania. W wieku 13 lat Betty wraz z rodzicami wyruszyła do Hollywood.
Pod koniec lat 20. otrzymała pojedyncze, niewielkie role w filmach takich jak Whoopee!, New Movietone Follies, Szczęśliwe dni i Let's go places''. W 1932 podpisała kontrakt z RKO Pictures, ale przez następne trzy lata nadal otrzymywała epizodyczne role. Dopiero w 1934 otrzymała większą rolę w By Your Leave, a dwa lata później zagrała jedną z lepszych ról w swojej karierze w filmie Błękitna parada.

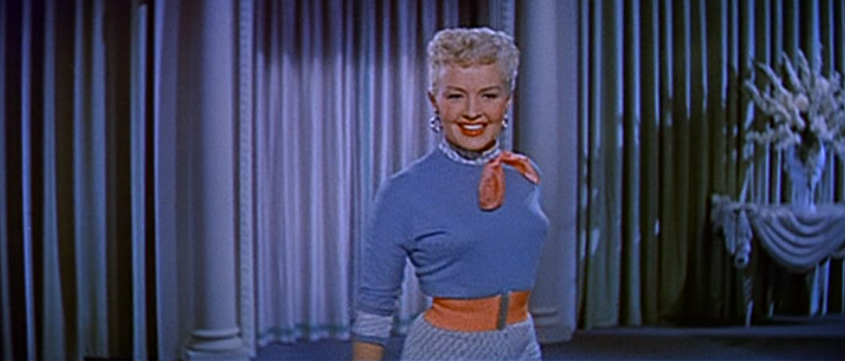
Betty Grable na planie filmu Jak poślubić milionera (1953).

Pomimo to nie została zauważona, co spowodowało, że zaczęła wątpić w swoje umiejętności aktorskie. Dopiero rola Glendy Crawford w Down Argentine Way (1940) przyniosła jej uznanie krytyków. Sławę zdobywała rolami w komediach Coney Island i Słodka Rosie O’Grady z 1943 roku. W 1947 była jedną z najlepiej zarabiającą gwiazd Holywood. Jej sława trwała do połowy lat 50, kiedy to musicale zaczęły tracić na popularności. W 1953 roku wystąpiła u boku Lauren Bacall i Marilyn Monroe w filmie Jak poślubić milionera. Jej ostatnim filmem był Jak być bardzo, bardzo sławnym z 1955. Później Betty Grable skoncentrowała się na występach na Broadwayu.
Zmarła w 1973 roku na raka płuc w Santa Monica, California. Została pochowana na Inglewood Park.
Była dwukrotnie zamężna. Pierwszy raz w 1937 roku zawarła małżeństwo z aktorem Jackiem Cooganem. Rozpadło się po 3 latach. Jej drugim mężem w latach 1943–1965 był amerykański trębacz i lider zespołów jazzowych ery swingu – Harry James. Małżeństwo zakończyło się rozwodem. Z tego związku pochodzi dwójka dzieci: Victoria (ur. 1944) i Jessica (ur. 1947). Resztę życia spędziła w związku z tancerzem Bobem Remickiem.
Posiada swoją gwiazdę na Hollywoodzkiej Alei Gwiazd.

## Filmografia
- 1929 Szczęśliwe dni jako Chorine

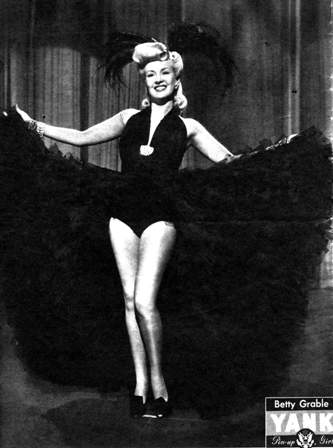
Betty Grable (1943)

- 1932 Urwis z Hiszpanii jako tancerka Goldwyn Girl
- 1934 Wesoła rozwódka jako Susie Lee
- 1937 Błękitna parada jako Trio Singer
- 1941 Jankes w RAF-ie jako Carol Brown
- 1944 Dziewczyna z plakatu (Pin Up Girl) jako Lorry Jones/Laura Lorraine
- 1947 Szokująca panna Pilgrim jako Cynthia Pilgrim
- 1953 Jak poślubić milionera jako Loco Dempsey
- 1955 Jak być bardzo, bardzo sławnym jako Stormy Tornado